# Chrysocraspeda cosymbia
Chrysocraspeda cosymbia is een vlinder uit de familie spanners (Geometridae). De wetenschappelijke naam van deze soort is voor het eerst geldig gepubliceerd in 1984 door Viette.
De soort komt voor in tropisch Afrika.